# 姊妹們，上
《姊妹們，上》，於2014年9月12日開拍，2015年2月23日殺青。本劇獲得中華民國文化部102年度高畫質電視節目旗艦型連續劇類補助1,200萬元。本劇以女子壘球為題材，由姚采穎、張家慧、唐治平、黃采儀、莊凱勛、梁正群領銜主演。2022年8月5日台灣OTT由LiTV 線上影視、MyVideo全劇上架。

## 播出時間

### 首播
| 頻道          | 所在地 | 播映日期     | 播出時間 |
| ------------- | ------ | ------------ | -------- |
| MyVideo       | 臺灣   | 2022年8月5日 | 全套上架 |
| LiTV 線上影視 | 臺灣   | 2022年8月5日 | 全套上架 |
| FriDay影音    | 臺灣   | 2022年8月5日 | 全套上架 |
| CATCHPLAY+    | 臺灣   | 2022年8月5日 | 全套上架 |

## 演員列表

### 主要演員
| 演員   | 角色           | 介紹                                                   | 登場集數 |
| 姚采穎 | 謝映盈(阿曼達) | 30歲，從小喜愛打棒球，但始終無法進入球隊。             |          |
| 樂樂   | 謝映盈(阿曼達) | 10歲，喜愛打棒球的女孩，家人卻反對她打球以及進入球隊。 |          |
| 張家慧 | 王湘鳳(阿鳳)   |                                                        |          |
| 唐治平 | 梁振英(馬克)   |                                                        |          |
| 黃采儀 | 陳秋菊(櫻子)   |                                                        |          |
| 莊凱勛 | 祝理(祝經理)   | 40歲，曾經在美國受訓。                                 |          |
| 梁正群 | 藍崇嘉         |                                                        |          |

### 其他演員
| 演員     | 角色           | 介紹           | 登場集數 |
| 沈海蓉   | 祝雪紅(祝總裁) |                |          |
| 樓學賢   | 梁旭東(梁董)   |                |          |
| 林智勝   |                |                |          |
| 周思齊   |                |                |          |
| 張百惠   | 阿蘭姨         |                |          |
| 黃子悅   | 周心桃(桃子)   |                |          |
| 賴粉紅   | 洪曉嵐(粉紅)   |                |          |
| 蔭山征彥 | 安芸匡(A ki)   |                |          |
| 林進     | 林進           | 演唱會主持人。 |          |

## 製作團隊
- 導演：林志儒
- 編劇：鄭耀宗、林志儒、陳南宏、施虹如、黃建銘
- 監製：高君亭
- 製片：陳南宏
- 製作人：陳南宏
- 製作公司：內容物數位電影製作有限公司
- 協拍單位：